# جامعة المنارة (العراق)
جامعة المنارة هي جامعة أهلية في محافظة ميسان، ووافق مجلس الوزراء في عام 2016، على منح إجازة لتأسيسها تحت اسم كلية المنارة للعلوم الطبية.

## أقسام الجامعة
- قسم التجميل والليزر
- قسم طب الأسنان[2]
- قسم الصيدلة[3]
- قسم التحليلات المرضية
- قسم الأدلة الجنائية
- قسم تقنيات الأشعة والسونار
- قسم تقنيات التخدير
- قسم التمريض

## نبذة عن جامعة المنارة
بناءً على موافقة مجلس الوزراء بجلسته الاعتيادية الخامسة والثلاثين المنعقدة بتاريخ 6/9/2017 تم منح اجازة التأسيس لكلية المنارة للعلوم الطبية بكتابها المرقم (291) في 7/9/2017.
واستنادا إلى الموافقة وزارة التعليم العالي والبحث العلمي بكتابها المرقم ت هجري 6760 بتاريخ 2017 28/9/ باعتبارها موسسة علمية اهلية لها شخصية معنوية ومستقلة مالياً وادارياً وتتمع بالأهلية القانونية الكاملة لتحقيق اهدافها.

### مقدمة عن جامعة المنارة
- هي مؤسسة علمية خاصة مقرها في مدينة العمارة / محافظة ميسان ذات نفع عام ولها شخصية معنوية واستقلال مالي واداري ويمثلها عميد الكلية أو من ينوب عنه. حسب ما جاء في المادة (1) من النظام الداخلي للكلية.
- تهدف إلى الإسهام في أحداث تطور كمي ونوعي في الحركة العلمية الطبية والتربوية والبحث العلمي بمختلف نواحي المعرفة النظرية والتطبيقية للإيفاء بمتطلبات التنمية البشرية المستدامة وتهتم الكلية بشكل خاص بقيم المجتمع المحلي صحية واجتماعيا وتسعى إلى توفير أفضل المتطلبات للتعليم.
- تهتم الكلية بتعزيز ثقافة احترام التنوع والتعددية في مجتمع العراق وميسان بالذات وتعمل الكلية على ايجاد محاور بحث تخدم مجتمع محافظة ميسان وتشعر الكلية بأن هنالك حاجة ملحة لتشجيع الطلاب على تبني اساسيات الفهم لا الحفظ عند دراسة المقررات التي يسجلون عليها.
- في عام 2024 تم ترفيع كلية المنارة للعلوم الطبية إلى جامعة المنارة بعد موافقة وزارة التعليم العالي والبحث العلمي.[5]

### الرؤية
أن تكون الكلية متميزة وتسعى إلى الابداع والنموذجية لتساهم في تحسين نوعية التعليم والبحث العلمي وفق أعلى المستويات الجامعية وحسب السياقات والتعليمات الصادرة من وزارة التعليم العالي والبحث العلمي.

### الرسالة
- التميز في التدريس والبحث العلمي وخدمة المجتمع من خلال برامج تعليمية مرتبطة بالتنمية الشاملة وتخريج أجيال متميزة من الطلاب مسلحة بالعلم ومحصنه بقيم التسامح وقبول الآخر والتنوع في المجتمع .
- قادرة على مواكبة التطورات العلمية والطبية ومواجهة مستجدات العصر.

## الأهداف التعليمية والتربوية[4]
- تهدف الكلية إلى العناية بالثقافة الجامعية والبحثالعلمي التنشئة اجيال صالحة تحمل الأعباء لتحقيق المنفعة الشاملة للمجتمع
- استكمال بناء شخصية الطالب بناء متكاملا لاكتساب المعارف والميول والمهارات وتطوير المسيرة العلمية
- تنمية القدرات الابتكارية والتدريبية على استخدام الأسلوب العلمي في التفكير لمواجهة المشكلات العلمية  وحلها
- احداث تطورات كمية ونوعية في الحركة العلمية الطبية والثقافية والتربوية والبحث العلمي في مختلف نواحي المعرفة النظرية والتطبيقية
- تحقيق مستويات تعليم منافسة وطنياً واقليمياً
- توثيق الروابط العلمية والثقافية والبحثية مع المؤسسات والهيئات العلمية الطبية العراقية والعربية والاجنبية من اجل تحقيق أهداف الكلية
- اعداد هيئات علمية في مختلف التخصصات الطبية لخدمة التنمية في العراق

## جامعة المنارة للعلوم الطبية تدخل تصنيف التايمز البريطاني لاهداف التنمية المستدامة[6]
صُنفت كلية المنارة للعلوم الطبية ضمن أفضل (+1001) جامعة في العالم ضمن تصنيف التايمز البريطاني والمركز السادس عشر على الجامعات العراقية الحكومية والاهلية في (التصنيف الكلي – Overall Ranking) حيث صنفت ضمن 7 اهداف كالتالي:
1. حصلت كلية المنارة للعلوم الطبية على التصنيف (+601) على جامعات العالم ضمن الهدف الأول (No Poverty).
2. حصلت كلية المنارة للعلوم الطبية على التصنيف (601–800) على جامعات العالم ضمن الهدف الثالث (Good Health and Wellbeing).
3. حصلت كلية المنارة للعلوم الطبية على التصنيف (+1001) على جامعات العالم ضمن الهدف الرابع (جودة التعليم-Quality Education).
4. حصلت كلية المنارة للعلوم الطبية على التصنيف (+801) على جامعات العالم ضمن الهدف الخامس (المساواة بين الجنسين-Gender Equality).
5. حصلت كلية المنارة للعلوم الطبية على التصنيف (+601) على جامعات العالم ضمن الهدف الحادي عشر (مدن ومجتمعات محلية مستدامة-Sustainable Cities and Communities).
6. حصلت كلية المنارة للعلوم الطبية على التصنيف (601–800) على جامعات العالم ضمن الهدف السادس عشر (السلام والعدل والمؤسسات القوية-Peace, Justice and Strong Institutions).
7. حصلت كلية المنارة للعلوم الطبية على التصنيف (+1001) على جامعات العالم ضمن الهدف السابع عشر (عقد الشراكات لتحقيق الاهداف-Partnership for the Goals).